# Stora Holmsjön (Söderbärke socken, Dalarna)
Stora Holmsjön är en sjö i Smedjebackens kommun i Dalarna och ingår i Norrströms huvudavrinningsområde. Sjön har en area på 0,424 kvadratkilometer och ligger 153,1 meter över havet.

## Delavrinningsområde
Stora Holmsjön ingår i det delavrinningsområde (667168-148993) som SMHI kallar för Utloppet av Jörken. Medelhöjden är 179 meter över havet och ytan är 47,68 kvadratkilometer. Räknas de 3 avrinningsområdena uppströms in blir den ackumulerade arean 89,84 kvadratkilometer. Larsboån som avvattnar avrinningsområdet har biflödesordning 4, vilket innebär att vattnet flödar genom totalt 4 vattendrag innan det når havet efter 241 kilometer. Avrinningsområdet består mestadels av skog (81 procent). Avrinningsområdet har 4,27 kvadratkilometer vattenytor vilket ger det en sjöprocent på 8,9 procent.